# محمد أبو خوصة
محمد أبو خوصة هو عداء فلسطيني من مواليد 30 ديسمبر 1992، شاركَ في بطولة العالم لألعاب القوى عام 2013 و2015، وَشاركَ في الألعاب الأولمبية الصيفية 2016 التي أقيمت في ريو دي جانيرو وخرج من تصفيات الدور الأول بسبب تعرضه لتمزق عضلي.

## المسابقات الدولية
| العام       | المسابقة                                  | المكان                  | المركز      | حدث         | ملاحظة      |
| يُمثل فلسطين | يُمثل فلسطين                               | يُمثل فلسطين             | يُمثل فلسطين | يُمثل فلسطين | يُمثل فلسطين |
| ----------- | ----------------------------------------- | ----------------------- | ----------- | ----------- | ----------- |
| 2013        | بطولة العالم لألعاب القوى 2013            | موسكو، روسيا            | 14 (p)      | 100 متر     | 10.87       |
| 2014        | دورة الألعاب الآسيوية 2014                | إنتشون، كوريا الجنوبية  | 20 (h)      | 100 متر     | 10.80       |
| 2015        | بطولة العالم لألعاب القوى 2015            | بيجين، الصين            | 47 (h)      | 200 متر     | 21.36       |
| 2016        | بطولة آسيا لألعاب القوى داخل الصالات 2016 | الدوحة، قطر             | 7           | 60 متر      | 6.89        |
| 2016        | الألعاب الأولمبية الصيفية 2016            | ريو دي جانيرو، البرازيل | الأخير      | 100 متر     | 11.89       |

## روابط خارجية
- محمد أبو خوصة على موقع الاتحاد الدولي لألعاب القوى (الإنجليزية)
- محمد أبو خوصة على موقع أوليمبيديا (الإنجليزية)